# Harry Vriend
Henri Gerard Vriend, detto Harry (Amsterdam, 20 marzo 1938), è un ex pallanuotista e allenatore di pallanuoto olandese.

## Biografia
Ha partecipato, come membro del Paesi Bassi, alle Olimpiadi di Roma 1960 e di Tokyo 1964, quest'ultimi assieme al fratello Wim Vriend. Come coach della selezione nazionale, ha partecipato ai Giochi di Monaco di Baviera 1972
È il marito della nuotatrice olandese Lenie de Nijs.